# Sunnyside (Kalifornija)
Sunnyside je naseljeno područje za statističke svrhe u američkoj saveznoj državi Kalifornija. Prema popisu stanovništva iz 2010. u njemu je živjelo 4.235 stanovnika.